# Bass Generation
Bass Generation är ett musikalbum från 2009 av Basshunter.

## Låtlista

### CD1
1. "Every Morning" (Radio Version)
2. "I Promised Myself"
3. "Why"
4. "I Can't Deny"
5. "Don't Walk Away"
6. "I Still Love"
7. "Day & Night"
8. "I Will Learn to Love Again"
9. "Far from Home"
10. "I Know U Know"
11. "On Our Side"
12. "Can You"
13. "Plane to Spain"
14. "Every Morning" (Michael Mind Edit)
15. "Numbers"

### CD2
1. "Now You're Gone" (feat. DJ Mental Theo's Bazzheadz) (DJ Alex Extended Mix)
2. "All I Ever Wanted" (Ultra DJS Remix)
3. "Angel in the Night" (Headhunters Remix)
4. "I Miss You" (Hyperzone Remix)
5. "Please Don't Go" (Bad Behaviour Remix)
6. "Walk on Water" (Ultra DJS Remix)
7. "Every Morning" (Raindropz! Remix)
8. "Camilla" (Swedish Version)
9. "Without Stars" (Swedish Version)

## Listplaceringar
| Lista (2009/2010)                          | Högsta position |
| ------------------------------------------ | --------------- |
| Nya Zeeland                                | 2               |
| Sydafrika                                  | 7               |
| Förenta staterna (Dance/Electronic Albums) | 15              |
| Storbritannien                             | 16              |
| Irland                                     | 16              |
| Förenta staterna (Heatseekers Albums)      | 34              |
| Danmark                                    | 39              |
| Frankrike                                  | 41              |
| Schweiz                                    | 73              |

## Certifikat
| Land                 | Certifikat | Certifierat antal/Försäljning |
| -------------------- | ---------- | ----------------------------- |
| Storbritannien (BPI) | Guld       | 100 000                       |